# Liste der denkmalgeschützten Objekte in Meiningen (Vorarlberg)
Die Liste der denkmalgeschützten Objekte in Meiningen enthält die 6 denkmalgeschützten, unbeweglichen Objekte der Gemeinde Meiningen.

## Denkmäler
| Foto |                 | Denkmal                                                       | Standort                                  | Beschreibung | Metadaten |
| ---- | --------------- | ------------------------------------------------------------- | ----------------------------------------- | --- | --- |
| ja   | Datei hochladen | Bauernhaus HERIS-ID: 82529 Objekt-ID: 96358seit 2016          | Hadeldorfstraße 5 Standort KG: Meiningen  | Das Bauernhaus in der Hadeldorfstraße 5 ist ein Rheintalhaus aus dem 17. Jahrhundert, das im 18. Jahrhundert verändert wurde. Die Innenräume wurden um 1900 dem damals vorherrschenden Stil angepasst. | BDA-Hist.: Q38178675 Status: Bescheid Stand der BDA-Liste: 2025-06-30 Name: Bauernhaus GstNr.: 2407/1 Hadeldorfstraße 5 (Meiningen)                              |
| ja   | Datei hochladen | Pfarrhof HERIS-ID: 56275 Objekt-ID: 65468                     | Schweizerstraße 63 Standort KG: Meiningen | Der zweigeschoßige Pfarrhof gegenüber der Kirche stammt im Kern aus dem 18. Jahrhundert. Nebengebäude und Remise wurden bei späteren Umbauten dazu gestellt.                                           | BDA-Hist.: Q38071059 Status: § 2a Stand der BDA-Liste: 2025-06-30 Name: Pfarrhof GstNr.: 2410                                                                    |
| ja   | Datei hochladen | Wohnhaus, ehem. Dogana HERIS-ID: 33518 Objekt-ID: 31106       | Schweizerstraße 81 Standort KG: Meiningen | Das kubische zweigeschoßige Wohnhaus mit Durchfahrt in der Mittelachse und Walmdach wurde in der 2. Hälfte des 19. Jahrhunderts erbaut.                                                                | BDA-Hist.: Q37952561 Status: Bescheid Stand der BDA-Liste: 2025-06-30 Name: Wohnhaus, ehem. Dogana GstNr.: 3258                                                  |
| ja   | Datei hochladen | Kath. Pfarrkirche hl. Agatha HERIS-ID: 56381 Objekt-ID: 65760 | Standort KG: Meiningen                    | 1477 eine Kapelle mit Kaplanei wurde 1609 ein Kirchenneubau zur Pfarrkirche erhoben. | BDA-Hist.: Q27683731 Status: § 2a Stand der BDA-Liste: 2025-06-30 Name: Kath. Pfarrkirche hl. Agatha GstNr.: 3254 Pfarrkirche hl. Agatha, Meiningen (Vorarlberg) |
| ja   | Datei hochladen | Kriegerdenkmal HERIS-ID: 82528 Objekt-ID: 96357               | Standort KG: Meiningen                    | Die Bronzefigur Gefallener am neuen Kriegerdenkmal ist mit 1973 bezeichnet. | BDA-Hist.: Q38178670 Status: § 2a Stand der BDA-Liste: 2025-06-30 Name: Kriegerdenkmal GstNr.: 2636                                                              |
| ja   | Datei hochladen | Altes Kriegerdenkmal HERIS-ID: 88848 Objekt-ID: 103434        | Standort KG: Meiningen                    | Das alte Kriegerdenkmal im Nordosten des Friedhofs zeigt eine Adlerfigur aus dem Jahr 1909. | BDA-Hist.: Q37727989 Status: § 2a Stand der BDA-Liste: 2025-06-30 Name: Altes Kriegerdenkmal GstNr.: 2636                                                        |